# Himatione fraithii
El mielerito de Laysan (Himatione fraithii) es una especie extinta de ave paseriforme de la familia Fringillidae. Era endémica de la isla de Laysan en el noroeste del archipiélago de Hawái.

## Taxonomía
La especie fue descrita científicamente por el ornitólogo británico Walter Rothschild en 1892 bajo su actual nombre binomial. En una reseña publicada en 1950, el ornitólogo estadounidense Dean Amadon trató al mielero de Laysan como una subespecie del apapane y adoptó el nombre trinomial Himatione sanguinea freethii. Publicaciones posteriores siguieron este ejemplo. En 2015 el Comité de Clasificación de América del Norte (NACC) de la AOU decidió elevar la población extinta a rango de especie y adoptó el nombre binominal original. Este cambio fue adoptado por el Comité Ornitológico Internacional en su lista mundial de aves.

## Descripción
Los machos adultos tenían las partes superiores bermellón, la parte inferior del abdomen y las coberteras inferiores de color marrón cenicientos y las infracoberteras caudales blanco pardusco. Las hembras adultas eran similares a los machos, pero las plumas rojas eran más pálidas. Después de la muda, las plumas eran más brillantes pero se apagaban con la exposición a la luz solar..

## Comportamiento

### Alimentación

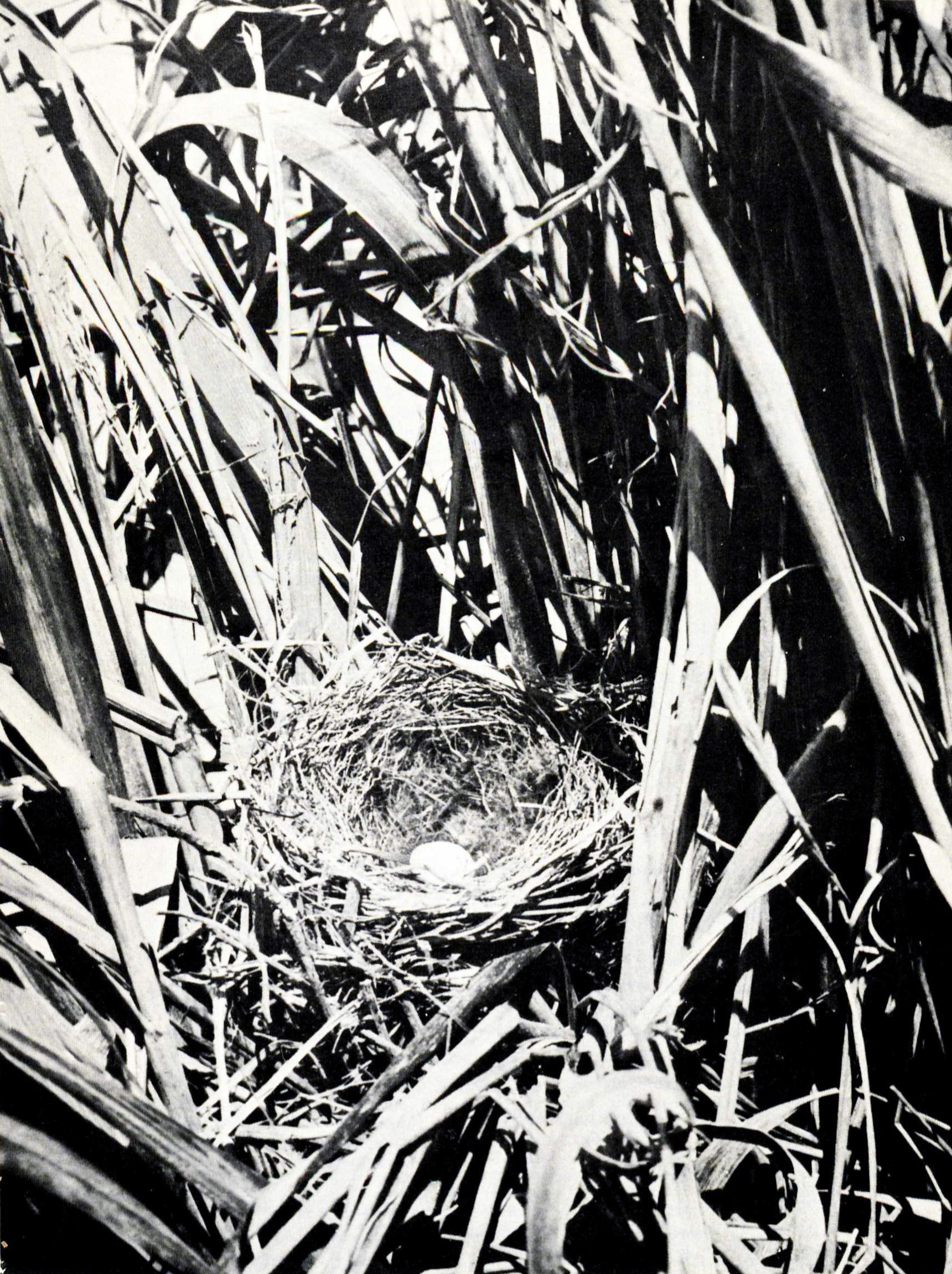
Nido

Se alimentaba de néctar de flores nativas de la isla, especialmente de maiapilo (Capparis sandwichiana). Cuando las poblaciones de esa especie de planta disminuyeron se vio obligada a alimentarse de néctar de ʻākulikuli (Sesuvium portulacastrum) y ʻihi (Portulaca lutea). Se lo observó visitando plantas de koali ʻawa (Ipomoea indica), pōhuehue (I. pes-caprae brasiliensis) y nohu (Tribulus cistoides), y a veces también se alimentaba de orugas y polillas. A diferencia del ʻapapane, el mielerito de Laysan forrajeaba en el suelo.

### Reproducción
Anidaba principalmente en el centro de grupos de gramíneas altas, pero a veces construía el nido en arbusto densos de ʻāheahea (Chenopodium sandwichensis). Los nidos eran hechos de raicillas entretejidas con hojas. Las puestas eran de cuatro a cinco huevos.

## Extinción
Los conejos domésticos introducidos en la isla a finales del siglo xix diezmaron rápidamente casi toda la vegetación de la isla, incluidas las fuentes de néctar para el mielero de Laysan. El ave fue filmada en 1923 durante la expedición del Tanager. Poco después, la isla de Laysan fue golpeada por una fuerte tormenta y los intentos posteriores de encontrar cualquier ejemplar de la especie fracasaron.